# Пяльгозеро
Пяльгозеро — озеро на территории Ругозерского сельского поселения Муезерского района Республики Карелии.

## Общие сведения
Площадь озера — 1,1 км². Располагается на высоте 121,6 метров над уровнем моря.
Форма озера продолговатая: оно вытянуто с северо-запада на юго-восток. Берега изрезанные, каменисто-песчаные, местами заболоченные.
В Пяльгозеро впадает река Пяльга, которая вытекает из него уже под названием Рокжозеро. Рокжозеро впадает в реку Онду, втекающую в свою очередь в Нижний Выг.
В озере расположено не менее четырёх безымянных островов различной площади.
Вдоль северо-восточного берега Пяльгозера проходит автодорога местного значения 86К-173 (« Подъезд к п. Ондозеро»).
Код объекта в государственном водном реестре — 02020001311102000008203.